# 王誕
王誕（375年—413年），字茂世，琅琊臨沂（今山東臨沂）人。東晉末年官員，東晉丞相王導曾孫，祖父是後將軍王恬，其父王混過繼了給王恬兄王悅為其後嗣。王誕早年曾依附司馬元顯勢力，元顯敗後遭流放。回建康後便為劉裕所倚，屢次隨軍。

## 生平
王誕襲雉鄉侯，歷任祕書郎，琅邪王文學，中軍功曹。隆安四年（400年），司馬元顯以後將軍開府，就任用王誕為其功曹。不久王誕遷尚書吏部郎，後又任後軍長史，領廬江太守，加鎮蠻護軍。又轉任龍驤將軍、琅邪內史，仍任後軍長史。當時王誕巴結司馬元顯的寵臣張法順，故此亦得司馬元顯寵待。
元興元年（402年），司馬元顯遷驃騎大將軍，王誕亦隨其改任驃騎長史，同時，司馬元顯下令討伐荊州刺史桓玄，並有過盡誅桓氏子弟的打算，不過王誕就堅稱外甥桓脩等人與桓玄志趣不同，故令司馬元顯打消念頭。同年，桓玄率軍進攻建康，打敗了司馬元顯等，並誅殺了元顯及譙王司馬尚之、張法順等人，當時王誕原本亦要被殺，但因為桓脩為其向桓玄求情，於是改為流放至廣州。
元興三年（404年），盧循率眾攻下廣州治所番禺（今廣東廣州市），生擒了廣州刺史吳隱之，並自稱平南將軍，攝廣州事。及後，盧循任用王誕為平南長史，甚為禮待。次年盧循向東晉朝貢，東晉朝廷亦權宜地任命其為廣州刺史，王誕思歸，於是就以自己不是軍人，留在盧循身邊沒用，自請北歸，並允諾會回報其恩德，盧循於是聽從，讓他回建康。當時劉裕亦要盧循送還吳隱之，盧循不肯，王誕則以昔日孫策讓華歆入朝許都之事，說一地容不下兩個首長，請盧循放行，最終王誕與吳隱之一同返回建康（今江蘇南京市）。
王誕回朝後先獲授員外散騎常侍，但未拜即便因劉裕所請而任其太尉諮議參軍，後又轉長史；王誕在職都盡心協助劉裕，日夜不懈，故亦很得劉裕倚仗。義熙五年（409年），劉裕北伐南燕，王誕亦隨軍，領齊郡太守。義熙六年（410年），盧循乘劉裕領兵在外起兵進攻建康，劉裕在滅南燕後不久就班師援救建康。至七月盧循撤離建康附近，在不久前大敗給盧循的劉毅自請追擊，然而王誕卻密告劉裕說不要讓經已因敗戰而力量衰敗的劉毅有立功的機會，故劉裕最終決定親率大軍進擊，終大敗盧循，次年盧循叛亂亦被平定。
義熙七年（411年），王誕任吳國內史。義熙八年（412年），劉裕出兵討伐荊州刺史劉毅，當時王誕正因母親去世而服喪，劉裕則授其輔國將軍，王誕當時辭讓將軍號，以黑色喪服隨軍。任建康留府的諸葛長民在劉裕消滅劉毅後並不安心，更有作亂的打算，而王誕卻自請率先回建康。劉裕知諸葛長民有異心，擔心王誕先回會有危險，然而王誕則認為自己受劉裕親待，自己輕身獨返能令諸葛長民稍得安心。劉裕稱許其勇氣及得上孟賁和夏育並讓他先回去。
義熙九年（413年），王誕去世，享年三十九歲。後獲追封作唐縣五等侯。

## 性格特徵
- 王誕年輕有文才，其堂叔王珣曾為晉孝武帝作哀策，但就因為有一句寫不出而久久不成。但王珣給王誕看後，王誕卻拿筆為他作了那一句，王珣也覺得十分好，於是採用。

## 子女
- 王詡，宋國世子舍人，早卒。
- 王氏，王誕女，嫁袁粲父袁濯[3]。

## 延伸阅读
[在维基数据编辑]
 《宋書·卷52》，出自沈约《宋书》
 《南史·卷23》，出自李延壽《南史》